# قرار مجلس الأمن التابع للأمم المتحدة رقم 370
قرار مجلس الأمن التابع للأمم المتحدة رقم 370، الذي اعتمد في 13 يونيو 1975، مدد ولاية قوة الأمم المتحدة لحفظ السلام في قبرص لمدة 6 أشهر أخرى حتى 15 ديسمبر 1975. حدث هذا التمديد في أعقاب الغزو التركي لقبرص، وحث المجلس الأمين العام على مواصلة مهمة المساعي الحميدة التي عهد بها إليه القرار 367 وتقديم تقرير مؤقت إليه بحلول 15 سبتمبر وتقرير نهائي. في موعد لا يتجاوز 15 ديسمبر.
اعتمد القرار بأغلبية 14 صوتاً، بينما لم تشارك جمهورية الصين الشعبية في التصويت.